# Manuel Sol
Manuel Bernardo Sol Sañudo (nacido el 31 de agosto de 1973 en Ciudad de México) es un exfutbolista mexicano que jugaba en la posición de mediocampista. Su club de retiro fue el Club Deportivo Guadalajara.

## Trayectoria
Surgió de la cantera de Club Universidad Nacional, con quien debutó el 15 de agosto de 1992, en un partido contra el Deportivo Toluca, en el cual ganaría el equipo universitario 4 a 1. Estuvo con el cuadro de la UNAM hasta 1994, en este año fue transferido a Club Necaxa; para el Invierno 1996 pasó con al Club de Fútbol Atlante y, un año después, fue a jugar a Puebla. Posteriormente, en 1998 jugó con el Club de Fútbol Monterrey y en el 1999 regresó con el Club de Fútbol Atlante.
Después de pertenecer a tantos equipos y no encontrar la permanencia, finalmente en el Invierno 2001 se incorporó con el Club Deportivo Guadalajara, en donde permaneció el resto de su carrera. Al formar parte de las Chivas, se adueñó fácilmente de la titularidad y la estadía con el club. Se desempeñó como un volante de contención seguro, con un buen toque de balón, una entrega envidiable y como un hombre de experiencia, que en el vestidor solía ayudar bastante al entonces entrenador del equipo rojiblanco, José Manuel De la Torre.
En las últimas temporadas “Manolo” fue quedando relegado a la banca, pero siguió siendo parte fundamental del cuadro tapatío. Participó en la Liga de Campeones de la CONCACAF, donde disputó dos encuentros. Para el Apertura 2007, Sol fue puesto como transferible, pero al no llegar a un acuerdo con algún equipo, decidió retirarse.
En el 2005 y 2006 tuvo actuación en la Copa Libertadores, con los rojiblancos, en ambos años llegando hasta semifinales y fue campeón con Club Deportivo Guadalajara en el  Apertura 2006. A lo largo de su carrera futbolística, disputó un total de 373 partidos, sumando 27,447 minutos jugados y concretó 14 goles.

## Estadísticas

### Clubes
La siguiente tabla detalla los encuentros disputados y los goles marcados en los clubes en los que ha militado.
| U.N.A.M. · México |               |               |     |    |    |    |    |     |     |    |
| 1ª | 1992-93       | 5             | 1   | -  | -  | 0  | 0  | 5   | 1   |    |
| 1ª | 1993-94       | 7             | 0   | -  | -  | -  | -  | 7   | 0   |    |
| Total club | Total club    | 12            | 1   | -  | -  | -  | -  | 12  | 1   |    |
| I.D. Necaxa · México |               |               |     |    |    |    |    |     |     |    |
| 1ª | 1994-95       | 23            | 1   | 2  | 0  | 3  | 2  | 28  | 3   |    |
| 1ª | 1995-96       | 11            | 0   | 1  | 0  | -  | -  | 12  | 0   |    |
| Total club | Total club    | 34            | 1   | 3  | 0  | 3  | 2  | 40  | 3   |    |
| Atlante F.C. · México |               |               |     |    |    |    |    |     |     |    |
| 1ª | 1996-97       | 11            | 0   | 2  | 0  | -  | -  | 13  | 0   |    |
| 1ª | 1999          | 17            | 0   | -  | -  | -  | -  | 17  | 0   |    |
| 1ª | 1999-00       | 33            | 1   | -  | -  | -  | -  | 33  | 1   |    |
| 1ª | 2000-01       | 26            | 2   | 63 | 1  | 5  | 0  | 37  | 3   |    |
| Total club | Total club    | 87            | 3   | 8  | 1  | 5  | 0  | 100 | 4   |    |
| Puebla F.C. · México |               |               |     |    |    |    |    |     |     |    |
| 1ª | 1997-98       | 34            | 4   | -  | -  | -  | -  | 34  | 4   |    |
| Total club | Total club    | 34            | 4   | -  | -  | -  | -  | 34  | 4   |    |
| C.F. Monterrey · México |               |               |     |    |    |    |    |     |     |    |
| 1ª | 1998          | 17            | 1   | 2  | 0  | 8  | 0  | 25  | 1   |    |
| Total club | Total club    | 17            | 1   | 2  | 0  | 8  | 0  | 25  | 1   |    |
| C.D. Guadalajara · México |               |               |     |    |    |    |    |     |     |    |
| 1ª | 2001-02       | 34            | 4   | -  | -  | 2  | 0  | 36  | 4   |    |
| 1ª | 2002-03       | 43            | 0   | -  | -  | -  | -  | 43  | 0   |    |
| 1ª | 2003-04       | 45            | 0   | 3  | 0  | -  | -  | 48  | 0   |    |
| 1ª | 2004-05       | 28            | 0   | 4  | 0  | 12 | 0  | 45  | 0   |    |
| 1ª | 2005-06       | 35            | 1   | 4  | 0  | 13 | 0  | 51  | 1   |    |
| 1ª | 2006-07       | 5             | 0   | -  | -  | 2  | 0  | 7   | 0   |    |
| Total club | Total club    | 190           | 5   | 11 | 0  | 27 | 0  | 228 | 5   |    |
| Total carrera | Total carrera | Total carrera | 374 | 15 | 24 | 1  | 43 | 2   | 441 | 18 |
| (1)Incluye datos de la Copa México, Pre Pre Libertadores (1998 y 2000), e InterLiga (2004, 2005 y 2006). (2)Incluye datos de la Recopa CONCACAF (1994), Copa Merconorte (2001), Pre Libertadores (1999 y 2001), Copa Libertadores (1999, 2005 y 2006) y Copa Campeones CONCACAF (2007) . |               |               |     |    |    |    |    |     |     |    |

3 Jugó la serie promocional para aumentar de 18 a 19 el número de clubes de la Primera División de cara a la temporada 2001/02.

## Selección nacional
Con la Selección Mexicana fue convocado en el año de 1996, jugó un partido en la Eliminatoria rumbo a Francia 98, contra Jamaica y 3 en la Copa USA ante Irlanda, Bolivia y Estados Unidos. Además, actuó con la Selección Sub-20 en el Copa Mundial de Fútbol Juvenil de 1993, frente a Inglaterra, Arabia Saudita, Brasil y Noruega.
Participó en los Juegos Olímpicos de Atlanta 1996.

### Categorías menores
Sub-20
| Mundial                                | Sede      | Resultado        |
| -------------------------------------- | --------- | ---------------- |
| Copa Mundial de Fútbol Juvenil de 1993 | Australia | Cuartos de final |

Sub-23
| Torneo                   | Sede           | Resultado        |
| ------------------------ | -------------- | ---------------- |
| Juegos Olímpicos de 1996 | Estados Unidos | Cuartos de final |

### Absoluta
Participaciones en Copa USA
| Copa          | Sede           | Resultado |
| ------------- | -------------- | --------- |
| Copa USA 1996 | Estados Unidos | Campeón   |

Participación en eliminatorias mundialistas
| Torneo                     | Sede                                 | Resultado   |
| -------------------------- | ------------------------------------ | ----------- |
| Clasificación Mundial 1998 | Norteamérica, Centroamérica y Caribe | Clasificado |

Partidos internacionales
| # | Fecha                   | Rival          | Sede            | Estadio                       | Resultado | Competición                |
| - | ----------------------- | -------------- | --------------- | ----------------------------- | --------- | -------------------------- |
| 1 | 8 de junio de 1996      | Bolivia        | San José        | Cotton Bowl                   | 1-0       | Copa USA 1996              |
| 2 | 12 de junio de 1996     | Irlanda        | East Rutherford | Giants Stadium                | 2-2       | Copa USA 1996              |
| 3 | 16 de junio de 1996     | Estados Unidos | Los Ángeles     | Los Angeles Memorial Coliseum | 2-2       | Copa USA 1996              |
| 4 | 16 de noviembre de 1996 | Jamaica        | Kingston        | Parque Independence           | 0-1       | Clasificación Mundial 1998 |

## Palmarés

### Campeonatos nacionales
| Título               | Club             | País   | Año     |
| -------------------- | ---------------- | ------ | ------- |
| Primera División     | I.D. Necaxa      | México | 1994-95 |
| Copa México          | I.D. Necaxa      | México | 1994-95 |
| Campeón de Campeones | I.D. Necaxa      | México | 1994-95 |
| Primera División     | I.D. Necaxa      | México | 1995-96 |
| Torneo Apertura      | C.D. Guadalajara | México | 2006    |

### Campeonatos internacionales
| Título          | Club               | País           | Año  |
| --------------- | ------------------ | -------------- | ---- |
| Recopa CONCACAF | Necaxa             | Estados Unidos | 1994 |
| Copa USA        | Selección Mexicana | Estados Unidos | 1996 |

### Distinciones individuales
| Distinción                          | Año     |
| ----------------------------------- | ------- |
| Balón de Oro: Mejor Medio Defensivo | 2003-04 |